# Светско првенство у фудбалу за жене 2011. − група Ц
Група Ц ФИФА Светског првенства за жене 2011. била је једна од шест групе репрезентација које су се такмичиле на Светском првенству за жене 2011. чинили су тимови Сједињених Држава, Северне Кореје, Колумбије и Шведске. Утакмице су одигране 28. јуна, 2. јула и 6. јула 2011. Два најбоља тима пласирала су се у нокаут фазу.

## Табела
| Pos | Тим              | О | П | Н | И | ГД | ГП | ГР | Бод. | Qualification                   |
| --- | ---------------- | - | - | - | - | -- | -- | -- | ---- | ------------------------------- |
| 1   | Шведска          | 3 | 3 | 0 | 0 | 4  | 1  | +3 | 9    | Квалификовала се за нокаут фазу |
| 2   | Сједињене Државе | 3 | 2 | 0 | 1 | 6  | 2  | +4 | 6    | Квалификовала се за нокаут фазу |
| 3   | Северна Кореја   | 3 | 0 | 1 | 2 | 0  | 3  | −3 | 1    |                                 |
| 4   | Колумбија        | 3 | 0 | 1 | 2 | 0  | 4  | −4 | 1    |                                 |

## Утакмице

### Колумбија и Шведска
| Колумбија | (0 : 1)  | Шведска                |
| --------- | -------- | ---------------------- |
|           | Извештај | - Џесика Ландстрем 57’ |

| Колумбија | Шведска |

### Сједињене Државе и Северна Кореја
| Сједињене Државе                             | (2 : 0)  | Северна Кореја |
| -------------------------------------------- | -------- | -------------- |
| - Лорен Холидеј 54’ - Рејчел Ван Холебек 76’ | Извештај |                |

| Сједињене Државе | Северна Кореја |

### Северна Кореја и Шведска
| Северна Кореја | (0 : 1)  | Шведска             |
| -------------- | -------- | ------------------- |
|                | Извештај | - Лиза Далквист 64’ |

| Северна Кореја | Шведска |

### Сједињене Државе и Колумбија
| Сједињене Државе                                        | (3 : 0)  | Колумбија |
| ------------------------------------------------------- | -------- | --------- |
| - Хедер О'Рајли 12’ - Меган Рапино 50’ - Карли Лојд 57’ | Извештај |           |

| Сједињене Државе | Колумбија |

### Шведска и Сједињене Државе
| Шведска                                              | (2 : 1)  | Сједињене Државе |
| ---------------------------------------------------- | -------- | ---------------- |
| - Лиза Далквист 16’ (пен.) - Еми ЛеПилбет 35’ (а.г.) | Извештај | - Еби Вамбах 67’ |

| Шведска | Сједињене Дражаве |

### Северна Кореја и Колумбија
| Северна Кореја | (0 : 0)  | Колумбија |
| -------------- | -------- | --------- |
|                | Извештај |           |

| Северна Кореја | Колумбија |